# Далекомірний фотоапарат

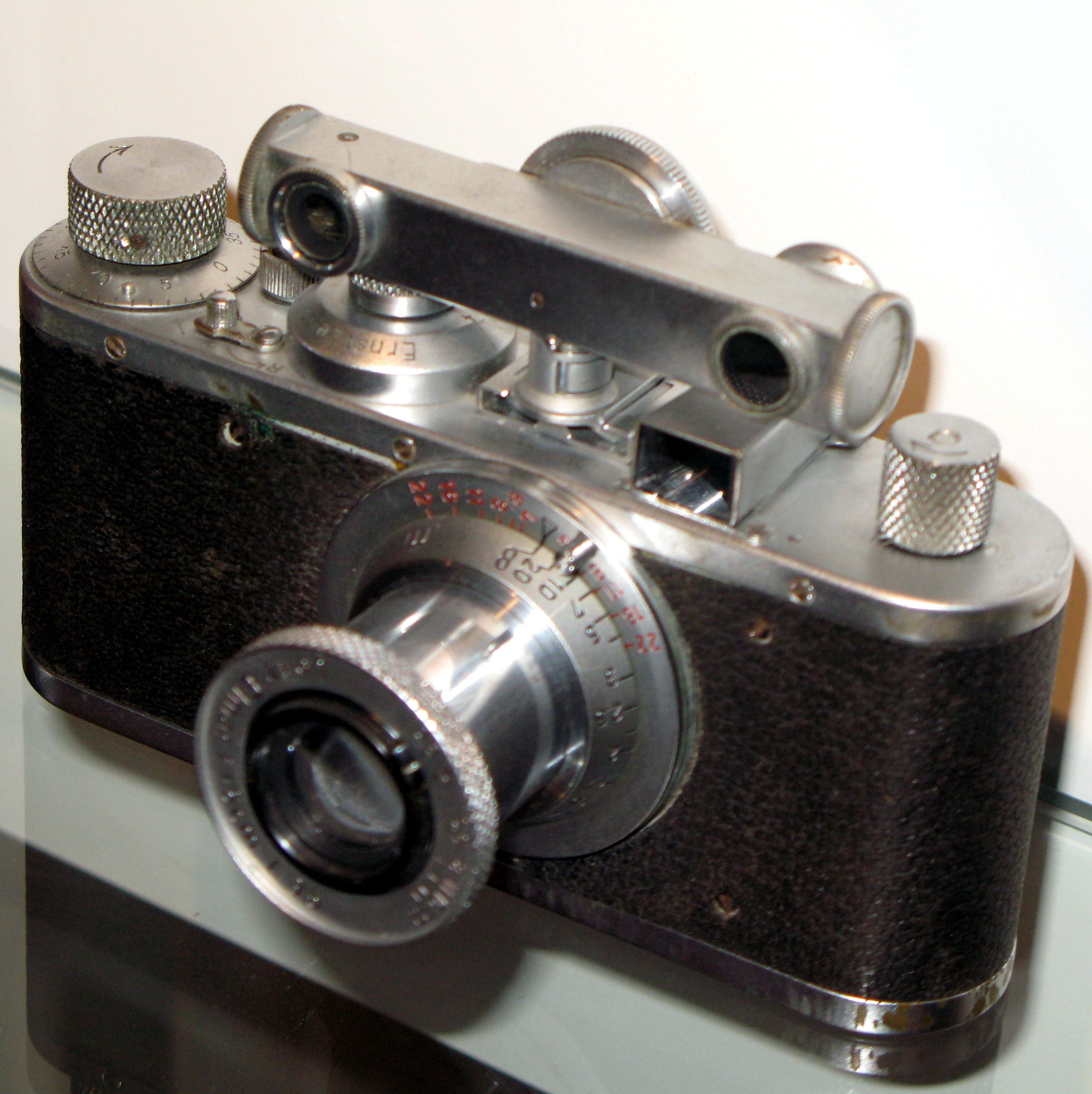
«Leica I» з приставним далекоміром

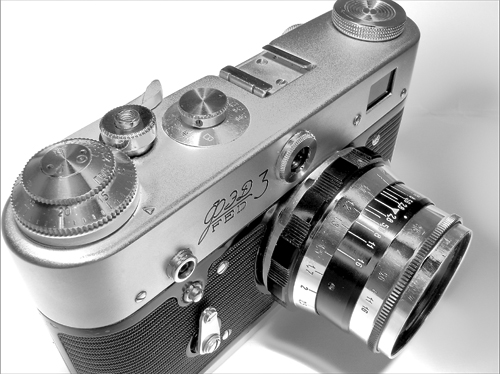
Далекомірний фотоапарат «ФЕД-3»

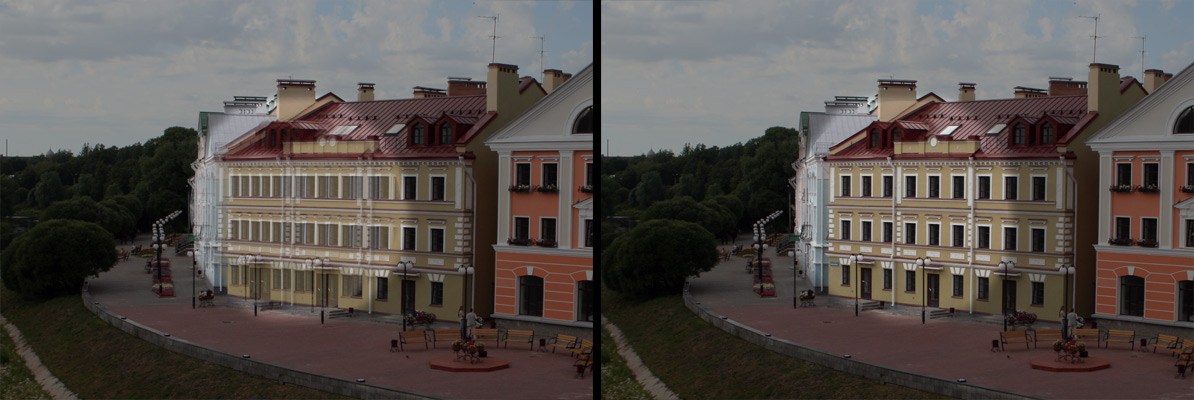
Частина зображення у видошукачі далекомірної камери. Зліва — несфокусоване зображення, праворуч — сфокусоване

Далекомі́рний фотоапара́т — клас фотоапаратів, що використовують для наведення на різкість оптичний далекомір.
Наведення на різкість далекомірного фотоапарата виконується обертанням кільця відстаней об'єктива до суміщення роздвоєного зображення у вікні видошукача. Ранні моделі далекомірних фотоапаратів мали роздільні окуляри видошукача і далекоміра; надалі далекомір поєднали з видошукачем, так що наведення на різкість здійснювалося одночасно з суміщенням зображень в далекомірі.

## Історія
Перші далекоміри з'явилися на початку XX століття, їх іноді називали «телемірами» («telemeters»). Першою далекомірною камерою стала «No. 3A Kodak Autographic Special», випущена в 1917 році.
Камера «Leica I», що вийшла в 1925 році, не бувши далекомірною камерою зробила поширеним далекомір як додатковий аксесуар. У фірмовому каталозі Лейтца приставний далекомір значився під кодом FODIS, тому кілька десятиліть базисний далекомір називали фодісом.
Випущені в 1932 р. «Leica II» і «Zeiss Contax I», стали дуже популярними малоформатними далекомірними фотоапаратами. У моделі «Contax II» (1936 рік) далекомір був уже суміщений з видошукачем.
Далекомірні камери домінували в фототехніці з 1930-х років до 1960-х років, пізніше їх почали витісняти дзеркальні камери.

## Переваги та недоліки

### Переваги далекомірних камер переддзеркальними
- Менше струс камери при зніманні завдяки відсутності механізму підйому дзеркала.
- Менше шуму при спрацьовуванні затвора.
- Коротше час від натиснення на спуск до відкриття затвора, оскільки не витрачається час на підйом дзеркала — більше можливості знімання швидкоплинних подій.
- Видошукач залишається відкритим в момент знімка — є можливість виявити похибку і негайно перезняти, особливо при зніманні зі спалахом.
- Можна наводитися на об'єкт знімання з об'єктивом, закритим кришкою і відкривати його тільки на момент спуску затвора, ще дозволяє захищати об'єктив від забруднень при кадруванні.
- У деяких далекомірних камерах (наприклад «Leica» серії «М») поле зору видошукача ширше ніж в об'єктива, що сприяє більш точному та зручному кадруванню.
- Об'єктив може займати весь простір камери до затвора, що надає додаткові можливості при конструюванні об'єктива для створення якісніших і світлосильних об'єктивів при однаковій ціні.
- Компактність камери, можливість застосування складаного об'єктива.

### Недоліки далекомірних камер
- Ускладнена робота з довгофокусними об'єктивами, оскільки не вистачає точності далекоміра.
- Ускладнена макрознімання у зв'язку з паралаксом і малій глибиною різкості.
- Через розбіжність візирного каналу та об'єктива (фотограф не бачить зображення крізь об'єктив).
- Можливе знімання з закритою кришкою об'єктива.
- Для змінних об'єктивів, фокусна відстань яких суттєво відрізняється від штатного (зазвичай: 50 мм), потрібні змінні видошукачі (при відсутності рамок для різних фокусних відстаней об'єктивів у видошукачі).
- З попереднім недоліком пов'язано і те, що з класичними механічними далекомірними фотоапаратами неможлива повноцінна робота з зум-об'єктивами.
- Ускладнена робота зі світлофільтрами через те, що фотограф не бачить зображення крізь об'єктив.
- Відсутня можливість візуальної оцінки глибини різкості.

## Нетипові конструкції
- Німецький фотоапарат «Akarex III» (1953 р.) комплектувався змінними об'єктивами, на кожному з яких був закріплений свій далекомір[2].